# 2265 Verbaandert
2265 Verbaandert eller 1950 DB är en asteroid i huvudbältet, som upptäcktes den 17 februari 1950 av den belgiske astronomen Sylvain Arend i Uccle. Den har fått sitt namn efter den belgiske astronomen Jean Verbaandert.
Asteroiden har en diameter på ungefär 12 kilometer.